# Pilotrichella rigida
Pilotrichella rigida là một loài Rêu trong họ Meteoriaceae. Loài này được (Müll. Hal.) Besch. miêu tả khoa học đầu tiên năm 1872.